# Zbiór analityczny
Zbiory analityczne – podzbiory przestrzeni polskiej, które są ciągłymi obrazami zbiorów borelowskich. Dopełnienia zbiorów analitycznych to zbiory koanalityczne.
Zbiory analityczne były wprowadzone w 1917 przez rosyjskiego matematyka Michaiła Suslina.

## Zbiory analityczne w przestrzeniach polskich
Niech {\displaystyle {\mathcal {N}}} oznacza przestrzeń Baire’a (jest to przestrzeń homeomorficzna z przestrzenią liczb niewymiernych). Dla przestrzeni polskiej {\displaystyle X} definiujemy klasy {\displaystyle \Sigma _{1}^{1}(X)} i {\displaystyle \Pi _{1}^{1}(X)} następująco:
- {\displaystyle \Sigma _{1}^{1}(X)} jest rodziną tych wszystkich podzbiorów {\displaystyle A} przestrzeni {\displaystyle X,} że dla pewnego zbioru borelowskiego {\displaystyle B\subseteq X\times {\mathcal {N}}} mamy {\displaystyle A=\{x\in X:(\exists r\in {\mathcal {N}})((x,r)\in B)\},}
- {\displaystyle \Pi _{1}^{1}(X)} jest rodziną tych podzbiorów {\displaystyle A} przestrzeni {\displaystyle X,} że {\displaystyle X\setminus A\in \Sigma _{1}^{1}(X).}

Jeśli wiadomo w jakiej przestrzeni polskiej pracujemy (albo jeśli nie jest to istotne), to piszemy {\displaystyle \Sigma _{1}^{1},\Pi _{1}^{1}} (zamiast {\displaystyle \Sigma _{1}^{1}(X),\Pi _{1}^{1}(X)}).
Zbiory należące do klasy {\displaystyle \Sigma _{1}^{1}(X)} nazywane są analitycznymi podzbiorami przestrzeni {\displaystyle X}, a zbiory z klasy {\displaystyle \Pi _{1}^{1}(X)} są nazywane koanalitycznymi podzbiorami przestrzeni {\displaystyle X}. Głównie w starszych podręcznikach topologii i teorii mnogości rodzinę zbiorów analitycznych oznacza się przez A, a klasę zbiorów koanalitycznych oznacza się przez CA.

## Przykłady
- Każdy borelowski podzbiór przestrzeni polskiej jest analityczny i koanalityczny.
- Dla ciągu{\displaystyle x\in 2^{\mathbb {N} }} niech {\displaystyle R_{x}=\{(n,m)\in \mathbb {N} \times \mathbb {N} :x(2^{n}\cdot (2m+1))=1\}.} Tak więc, dla każdego {\displaystyle x\in 2^{\mathbb {N} },} zbiór {\displaystyle R_{x}} jest relacją dwuargumentową na zbiorze liczb naturalnych {\displaystyle \mathbb {N} .} Rozważmy zbiór

{\displaystyle \mathbf {WO} =\{x\in 2^{\mathbb {N} }:R_{x}} jest dobrym porządkiem na {\displaystyle \mathbb {N} \}.}
Wówczas {\displaystyle \mathbf {WO} } jest zbiorem koanalitycznym który nie jest borelowski. (A więc jego dopełnienie {\displaystyle 2^{\mathbb {N} }\setminus \mathbf {WO} } jest przykładem zbioru analitycznego który nie jest borelowski).

## Własności
- Jeśli {\displaystyle Y} jest przestrzenią polską, {\displaystyle f:X\longrightarrow Y} jest funkcją ciągłą oraz {\displaystyle A\in \Sigma _{1}^{1}(X),} to {\displaystyle f(A)\in \Sigma _{1}^{1}(Y).} W szczególności, każdy ciągły obraz zbioru borelowskiego jest analityczny.
- Przeliczalne sumy i przekroje zbiorów analitycznych (koanalitycznych, odpowiednio) są analityczne (koanalityczne, odpowiednio).
- Nieskończony zbiór analityczny jest albo przeliczalny albo mocy continuum, nawet bez założenia hipotezy continuum. Co więcej, każdy nieprzeliczalny zbiór analityczny zawiera zbiór doskonały.
- Przy założeniu aksjomatu konstruowalności, istnieje nieprzeliczalny koanalityczny podzbiór prostej który nie zawiera żadnego podzbioru doskonałego.
- Jeśli {\displaystyle A,B} są rozłącznymi podzbiorami analitycznymi przestrzeni polskiej {\displaystyle X,} to można znaleźć taki zbiór borelowski {\displaystyle C\subseteq X,} że {\displaystyle A\subseteq C} oraz {\displaystyle C\cap B=\emptyset .} W szczególności, jedynymi zbiorami które są jednocześnie analityczne i koanalityczne są zbiory borelowskie.
- Wszystkie zbiory z {\displaystyle \Sigma _{1}^{1}\cup \Pi _{1}^{1}} mają własność Baire’a.
- Wszystkie zbiory z {\displaystyle \Sigma _{1}^{1}(\mathbb {R} )\cup \Pi _{1}^{1}(\mathbb {R} )} są mierzalne w sensie miary Lebesgue’a.
- Jeśli istnieje liczba mierzalna, to wszystkie gry nieskończone na zbiory z {\displaystyle \Sigma _{1}^{1}({\mathcal {N}})} są zdeterminowane[2].
- Przypuśćmy, że {\displaystyle X,Y} są przestrzeniami polskimi i {\displaystyle A\subseteq X\times Y} jest zbiorem koanalitycznym. Wówczas można znaleźć zbiór koanalityczny {\displaystyle B\subseteq A} który jest wykresem funkcji o dziedzinie {\displaystyle \{x\in X:(\exists y\in Y)((x,y)\in A)\}.}

Powyższe twierdzenie przy założeniu że {\displaystyle A} jest zbiorem borelowskim było udowodnione przez polskiego matematyka Wacława Sierpińskiego, a w sformułowaniu przedstawionym powyżej udowodnił je Motokiti Kondo.